# Herakles tötet die stymphalischen Vögel (Bourdelle)

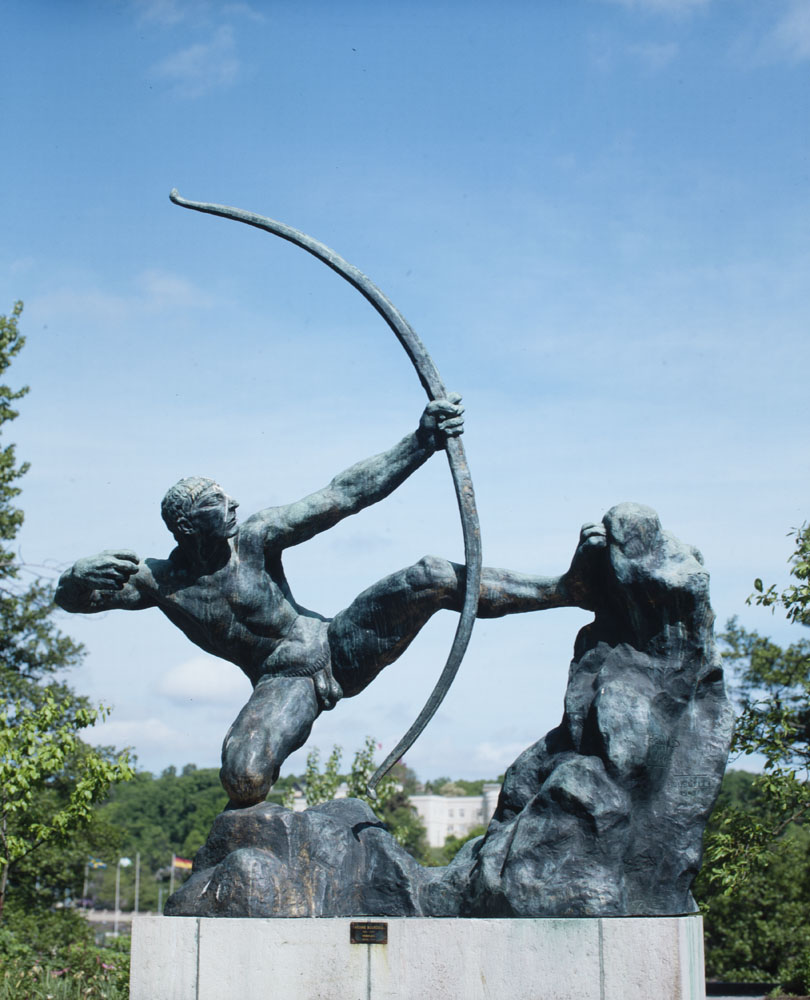
Der erste Abguss der Plastik, Museum Waldemarsudde, Stockholm

Herakles tötet die stymphalischen Vögel oder Herakles mit dem Bogen, französisch Héraklès  tue les oiseaux du lac Stymphale („Herakles tötet die Vögel des stymphalischen Sees“) oder Héraklès archer („Herakles, der Bogenschütze“), ist eine Plastik des Bildhauers Antoine Bourdelle aus dem Jahr 1909, die in zahlreichen Abgüssen und Teilabgüssen weltweit in Museen und im öffentlichen Raum präsent ist.

## Sujet und Ausführung
Das Sujet der Plastik ist eine Erzählung aus der griechischen Mythologie. Der Held Herakles oder Herkules erhält die Aufgabe, die sogenannten stymphalischen Vögel, „ungeheure Raubvögel, groß wie Kraniche, mit eisernen Flügeln, Schnäbeln und Klauen versehen“, aus ihrem Nistgebiet am See Stymphalos in Arkadien zu vertreiben.

„Herakles bestieg nun eine Anhöhe in der Nähe des Sees und schreckte die Vögel, indem er die Klappern zusammenschlug. Diese hielten das gellende Getöse nicht aus, sondern flogen furchtsam aus dem Walde hervor. Darauf griff Herakles zum Bogen, legte Pfeil um Pfeil an und schoß ihrer viele im Fluge weg. Die andern verließen die Gegend und kamen nicht wieder.“

Diese sechste der zwölf „Herkulesaufgaben“ stellte Bourdelle in Form eines nackten Athleten dar, der im felsigen Gelände kniet und Pfeil und Bogen führt.

## Entstehungsgeschichte

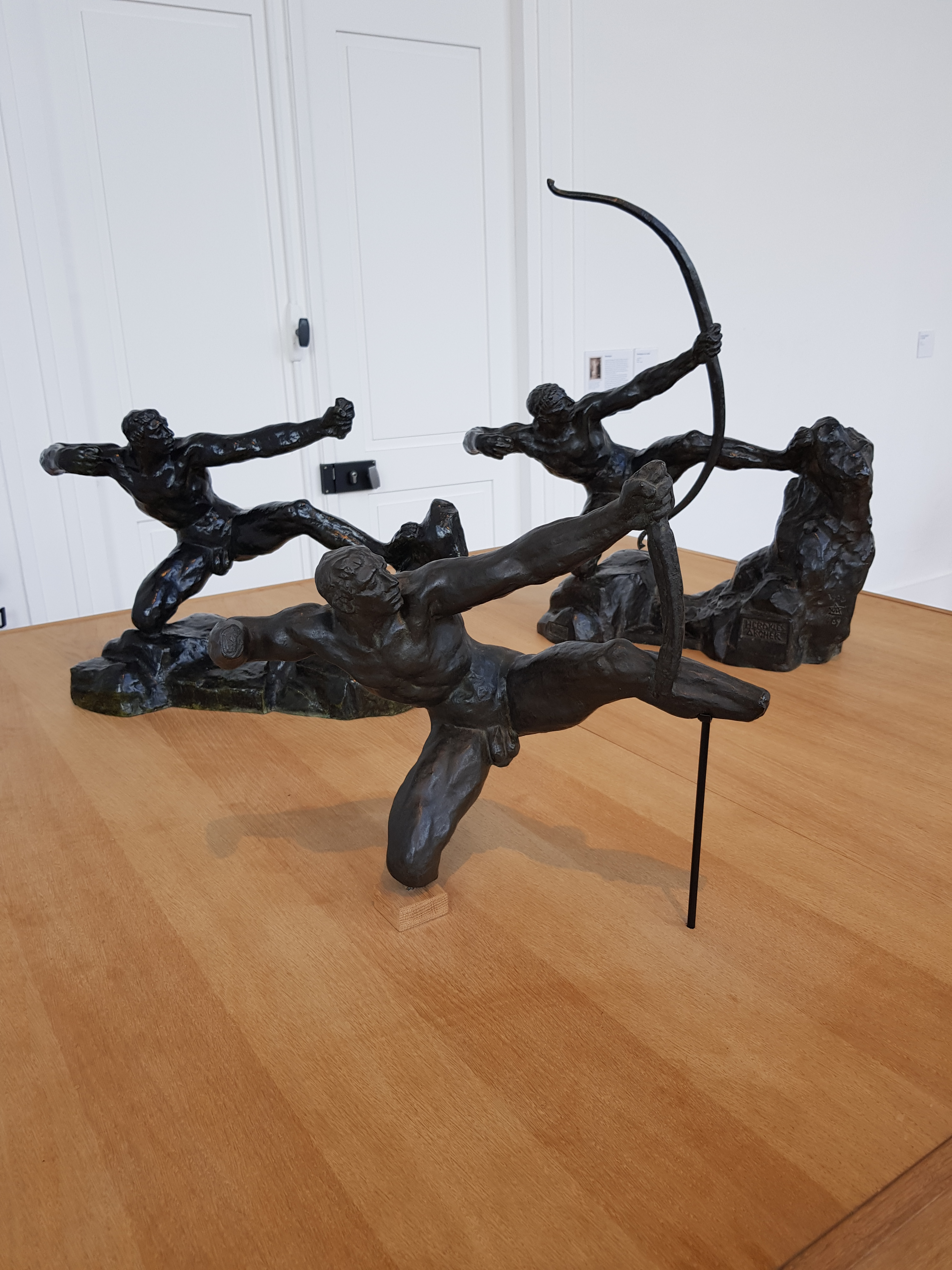
Drei erste Studien der Skulptur im Musée Bourdelle

Bourdelle arbeitete ab 1906 an der Idee der Herakles-Skulptur. Als Modell wählte er den athletisch gebauten Paul (André) Doyen-Parigot, einen Kavallerieoffizier. den er bei Rodin kennengelernt hatte. Insgesamt posierte Doyen-Parigot etwa zehn Stunden für Bourdelle; zeitgenössische Fotos dokumentieren die Situation. Da Doyen-Parigot nicht erkannt werden wollte, überarbeitete der Künstler den Kopf der Skulptur, wobei er sich von archaischen griechischen Werken inspirieren ließ.  Bis 1909 entstanden eine Reihe von kleinmaßstäblichen Studien und Modellen,  die heute im Musée Bourdelle in Paris aufbewahrt werden. Die finale Tonskulptur mit etwa 62 Zentimetern Größe veranlasste den Finanzier Gabriel Thomas, eine monumentale Bronzeskulptur für sein Anwesen in Meudon-Bellevue in Auftrag zu geben. Thomas war der Cousin der impressionistischen Malerin Berthe Morisot sowie ein bekannter Kunstsammler und Mäzen. Er verlangte, dass nur ein einziges Exemplar der Statue erstellt werden sollte.
Im Sommer 1909 fertigte die Gießerei Rudier in Paris diesen ersten Bronzeguss im monumentalen Format (Höhe 250 cm), der 1910 für 10000 Francs an Gabriel Thomas ging. Dieser überdachte auf Bitten von Bourdelle und aufgrund des großen Erfolgs der Skulptur seine Entscheidung und so kam es in der Folge zum Guss von zwei kleinen Serien von Abgüssen.  Einen etwas anderen Ablauf schilderte 1983 der britische Kunsthistoriker Peter Cannon-Brooks: Nachdem Bourdelle dem Mäzen die Einschränkung auf ein einziges Exemplar verweigert hätte, habe dieser die Skulptur an den Künstler zurückgegeben, die daraufhin von Prinz Eugen von Schweden erworben wurde, wo sie heute im Kunstmuseum Waldemarsudde in Stockholm ausgestellt ist. Thomas habe daraufhin einen zweiten Abguss erneut erworben, weil er „nicht ohne seinen Herakles leben“ wollte.

## Versionen/Abgüsse

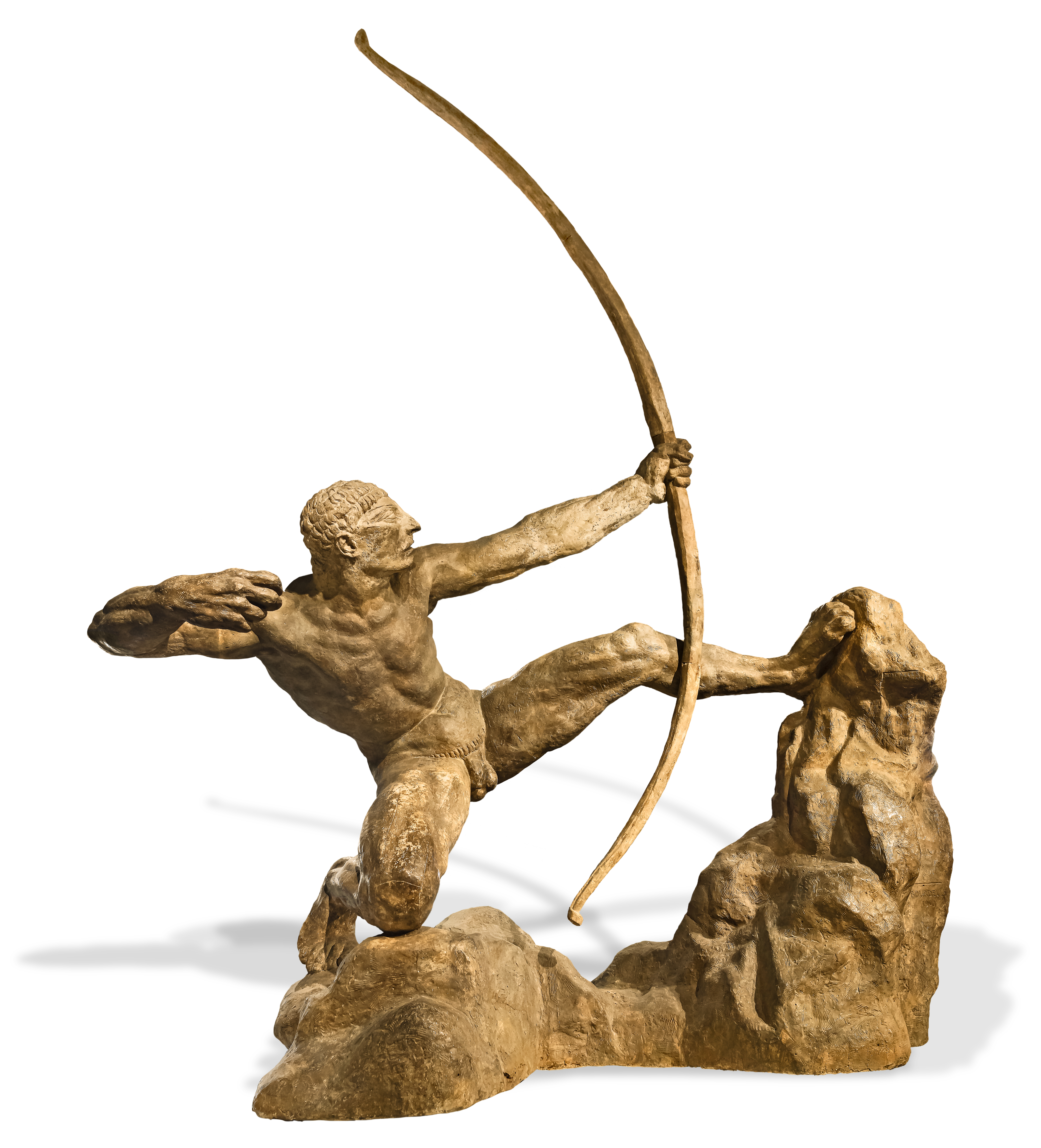
Originaler Gipsguss, Musée Ingres Bourdelle in Montauban

Der Original-Gipsguss stand lange in Bourdelles Atelier und wurde erst 1953 von seiner Witwe Cléopatre Bourdelle an dessen Geburtsstadt Montauban übergeben, wo es heute im Musée Ingres Bourdelle in Montauban ausgestellt wird.
In den späteren Lebensjahren des Künstlers wurden zahlreiche weitere Exemplare, aber auch Köpfe, Torsi und Ganzfiguren des Bogenschützen in Bronze, Goldbronze und Gips gegossen.
Von den ersten Abguss-Serien lassen sich zwei Versionen unterscheiden: Im Gegensatz zur Fassung 1909 zeigt die Fassung 1923 – seitlich am Felsen – kleine Reliefs der Lernäischen Hydra und des Nemeischen Löwen.
Eine Zusammenstellung von Abgüssen und Versionen findet sich im Werkverzeichnis von Ionel Jianou und Michel Dufet von 1965 sowie bei Antoinette Le Normand-Romain im Ausstellungskatalog des Musée Bourdelle 1992.

## Wirkungsgeschichte
„Herakles mit dem Bogen“ war der erste uneingeschränkte Erfolg des Künstlers. 1910 wurde die Bronzeplastik unter großer Zustimmung im Salon der Société nationale des beaux-arts ausgestellt. In der Folge galt Bourdelle als größter französischer Bildhauer neben Auguste Rodin. Heute stehen Exemplare des Werks in zahlreichen internationalen Museen, in öffentlichen Gebäuden, auf öffentlichen Plätzen und in öffentlichen Gärten. Der erste Bronzeguss von 1909 wurde 1920 von Prinz Eugen von Schweden erworben und ist im Skulpturenpark Waldemarsudde in Stockholm zu sehen. Weitere Exemplare der ersten Version befinden sich in den Königlichen Museen der schönen Künste in Brüssel, im Metropolitan Museum of Art in New York  und im Tokyo Fuji Art Museum. Auch das Exemplar, das auf dem Campus der Universität zu Köln in Köln-Lindenthal steht und den Innenhof des Hauptgebäudes der Fakultät für Wirtschafts- und Sozialwissenschaften schmückt, stammt aus dem Jahr 1909 (Gießerei Susse in Paris).

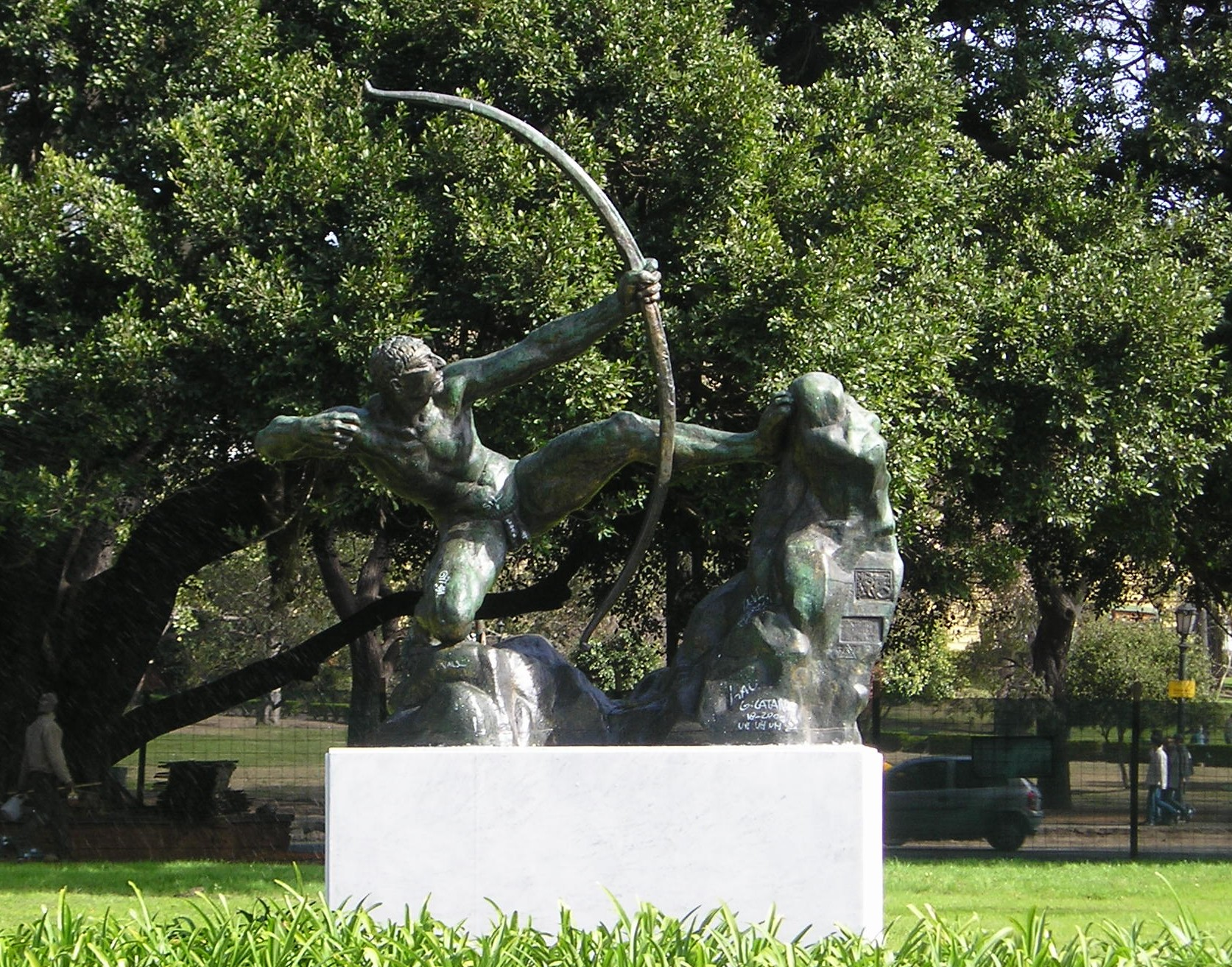
Beispiel für die zweite Fassung, Recoleta, Buenos Aires
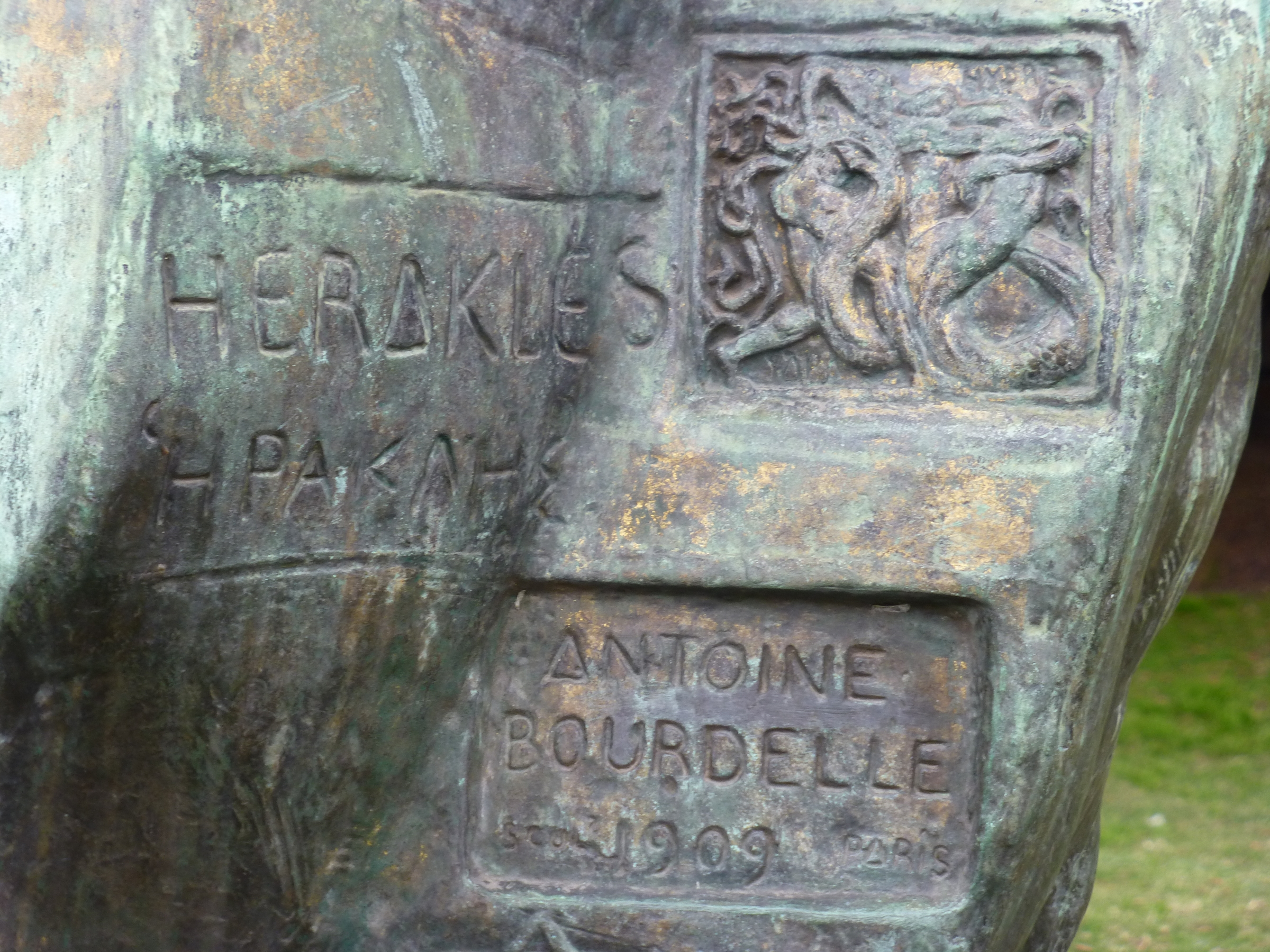
Hydra auf dem Exemplar von Buenos Aires
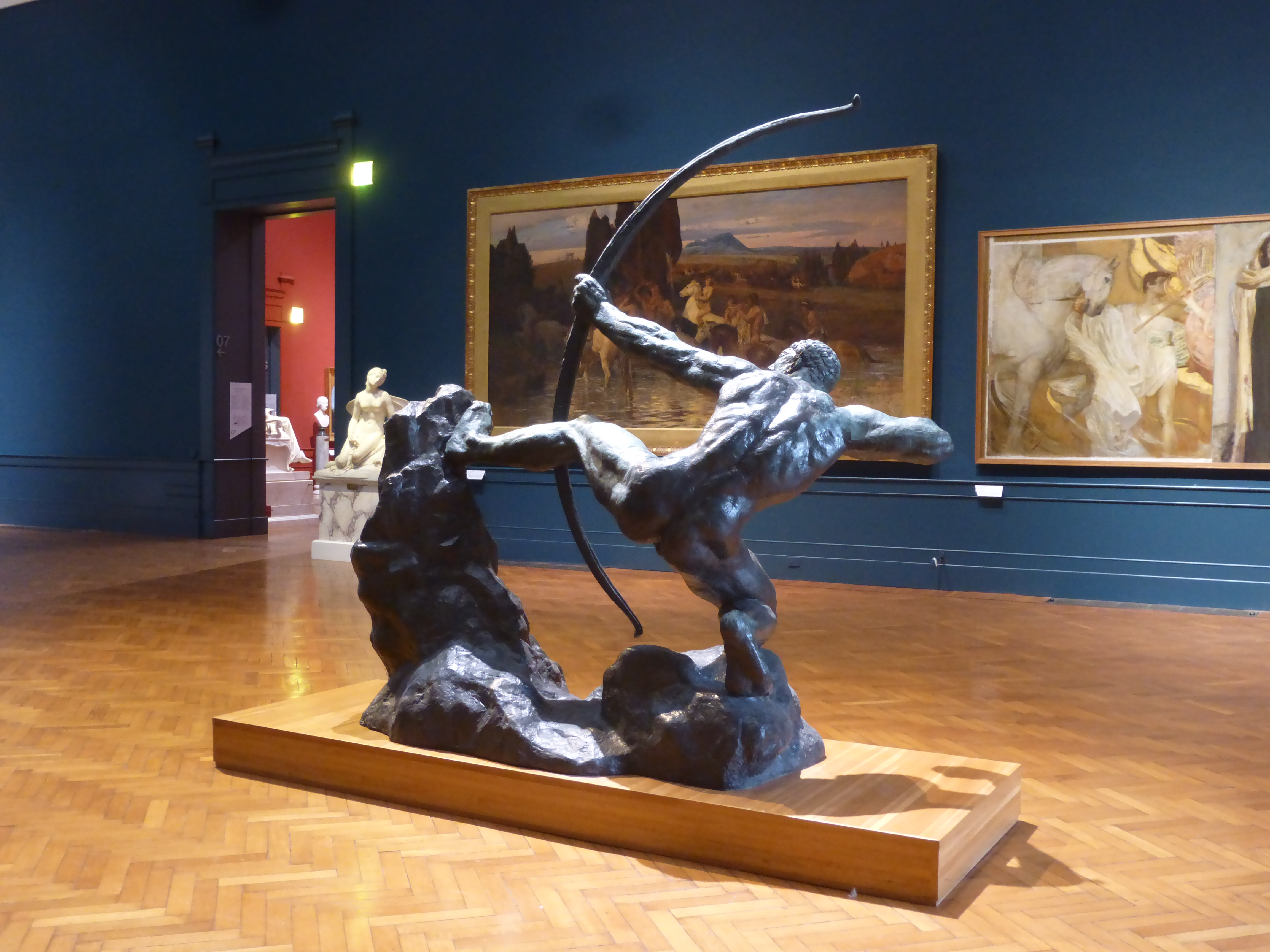
Rückansicht, Galleria Nazionale d’Arte Moderna, Rom

### Allgemein
- Antoinette Le Normand-Romain: Héraclès archer. Naissance d’une œvre. Paris Musées, Paris 1992.
- Hans Ost: Émile-Antoine Bourdelle Herakles Als Bogenschütze. In: Wallraf-Richartz-Jahrbuch. Band 60, 1999, ISSN 0083-7105, S. 263–286, JSTOR:24664364.

### Zum Kölner Exemplar
- Museum Ludwig (Hrsg.): Skulptur in Köln. Bildwerke des 20. Jahrhunderts im Stadtbild. Köln 1988, S. 49.
- Hans Ost: Émile-Antoine Bourdelle: Herakles als Bogenschütze. In: Wallraf-Richartz-Jahrbuch 60, 1999, S. 263–286.
- Helmut Fussbroich: Skulpturenführer Köln. Skulpturen im öffentlichen Raum nach 1900. Mit einem Vorwort von Marie Hüllenkremer und Fotos von Dierk Holthausen. Bachem, Köln 2000, S. 40.
- Claudia Euskirchen, Olaf Gisbertz, Ulrich Schäfer: Handbuch der Deutschen Kunstdenkmäler. Rheinland. Deutscher Kunstverlag, München 2005, ISBN 3-422-03093-X, S. 798.